# بنجارو
بنجارو قرية سورية تتبع ناحية عين شقاق في منطقة جبلة في محافظة اللاذقية. بلغ عدد سكانها 2,718 نسمة في عام 2004 حسب إحصاء المكتب المركزي للإحصاء.